# Marco Piccioni
Marco Piccioni (Roma, 25 gennaio 1976) è un allenatore di calcio ed ex calciatore italiano, di ruolo difensore, collaboratore tecnico dell'Empoli.

## Carriera

### Giocatore
Comincia la sua carriera nelle giovanili della Lazio nel 1993. Nel 1996 passa in Serie C1 all'Ascoli dove colleziona 17 presenze. A fine stagione approda al Prato con cui ottiene una retrocessione e arriva a disputare i play-off la stagione successiva.
In estate passa al Brescello, dove raggiunge i play-off per andare in Serie B. Nel 2000-2001 la squadra si piazza in zona play-out e in estate Piccioni passa al San Marino in Serie C2 dove rimane un anno collezionando 32 presenze.
Nel 2002-2003 passa al Monza, dove in due stagioni mette insieme 39 presenze e 2 gol.
Dal 2004 al 2012 gioca nel Sassuolo, dove è diventato capitano. Dopo aver conquistato la Serie C1 nel 2005-2006, nel 2007-2008 mette a segno 6 gol, ottenendo la promozione in Serie B per la prima volta nella storia della squadra.
Esordisce in Serie B il 1º novembre 2008 in Avellino-Sassuolo (0-0) e nella stagione colleziona 23 presenze.
Nel 2012 dopo otto anni passati al Sassuolo giunge a scadenza di contratto. Il 4 luglio firma un contratto annuale con il Padova, seguendo nella formazione veneta l'allenatore Fulvio Pea, anch'egli ex Sassuolo.
Nell'estate 2013 gioca una partita nei preliminari di Europa League con la maglia della squadra sammarinese La Fiorita, scendendo in campo nella sfida contro il Valletta vinta dalla formazione maltese (1-0).
Nell'autunno 2013, dopo aver collezionato alcune presenze nelle file del L.D. Gaione, accetta l'offerta del Salsomaggiore, squadra militante nel campionato di Eccellenza.
Il 20 gennaio 2014 torna tra i cadetti, venendo ingaggiato dalla Juve Stabia, dove termina la sua carriera al termine della stagione.

### Allenatore
Durante il suo anno alla Juve Stabia viene allenato da Piero Braglia che segue nel giugno dello stesso anno al Pisa come vice-allenatore. Il 16 marzo 2015 viene esonerato.
Nel 2017 è chiamato a ricoprire il ruolo di match analyst del Parma con Roberto D'Aversa. Esperienza che si chiude nel 2021, quando è chiamato come collaboratore tecnico della Sampdoria sempre con Roberto D'Aversa, avventura che termina con l'esonero del tecnico abruzzese.
L'11 luglio 2022 è ufficializzato come nuovo allenatore del Colorno che disputa il campionato emiliano di Eccellenza. Il 21 ottobre seguente però, con la squadra quinta in classifica a pari punti con il Real Formigine e a meno 9 dalla prima, viene esonerato.
Il 2 luglio 2024 viene annunciato come collaboratore tecnico di D’Aversa, nuovo allenatore dell'Empoli.

## Statistiche

### Presenze e reti nei club
| Stagione        | Squadra         | Campionato      | Campionato | Campionato | Coppe nazionali | Coppe nazionali | Coppe nazionali | Coppe continentali | Coppe continentali | Coppe continentali | Altre coppe | Altre coppe | Altre coppe | Totale | Totale |
| Stagione        | Squadra         | Comp            | Pres       | Reti       | Comp            | Pres            | Reti            | Comp               | Pres               | Reti               | Comp        | Pres        | Reti        | Pres   | Reti   |
| --------------- | --------------- | --------------- | ---------- | ---------- | --------------- | --------------- | --------------- | ------------------ | ------------------ | ------------------ | ----------- | ----------- | ----------- | ------ | ------ |
| 2008-2009       | Sassuolo        | B               | 23         | 0          | CI              | 0               | 0               | -                  | -                  | -                  | -           | -           | -           | 23     | 0      |
| 2009-2010       | Sassuolo        | B               | 23         | 0          | CI              | 3               | 0               | -                  | -                  | -                  | -           | -           | -           | 26     | 0      |
| 2010-2011       | Sassuolo        | B               | 18         | 1          | CI              | 1               | 0               | -                  | -                  | -                  | -           | -           | -           | 19     | 1      |
| 2011-2012       | Sassuolo        | B               | 31+2       | 1          | CI              | 2               | 0               | -                  | -                  | -                  | -           | -           | -           | 35     | 1      |
| Totale Sassuolo | Totale Sassuolo | Totale Sassuolo | 95+2       | 2          |                 | 6               | 0               |                    | -                  | -                  |             | -           | -           | 103    | 2      |
| 2012-2013       | Padova          | B               | 16         | 0          | CI              | 2               | 0               | -                  | -                  | -                  | -           | -           | -           | 18     | 0      |
| gen.-giu. 2014  | Juve Stabia     | B               | 5          | 0          | CI              | -               | -               | -                  | -                  | -                  | -           | -           | -           | 5      | 0      |
| Totale carriera | Totale carriera | Totale carriera | 116+2      | 2          |                 | 8               | 0               |                    | -                  | -                  |             | -           | -           | 126    | 0      |

## Palmarès

### Club

#### Competizioni giovanili
- Campionato Primavera: 1

Lazio: 1994-1995

#### Competizioni nazionali
- Coppa Titano: 1

La Fiorita: 2013
- Serie C1: 1

Sassuolo: 2007-2008
- Supercoppa di Lega di Serie C1: 1

Sassuolo: 2008